# Sasake
Sasake is een bestuurslaag in het regentschap Centraal-Lombok van de provincie West-Nusa Tenggara, Indonesië. Sasake telt 2927 inwoners (volkstelling 2010).